# محمد بويلف
محمد بويلف ( 26 مايو 1985 - ) باحث ومؤرخ وخطاط جزائري، ولد في  مدينة الشلف في الجزائر، نشأ وترعرع بمدينة سانت إتيان في فرنسا، ثم عاد إلى الجزائر، تلقى القرآن الكريم على يد والده الشيخ الأستاذ بن شرقي بويلف، كما تلقى على يديه أيضا مبادئ علوم اللغة العربية ومبادئ علوم الشريعة الإسلامية، أخذ الفقه المالكي والتفسير على يد الشيخ الفقيه السداوي أبو الزبير، ظهر نبوغه في مادتي التاريخ الإسلامي والسيرة النبوية العطرة، حيث مارس مهنة  تدريس هاتين المادتين إضافة إلى مادة علوم القرآن الكريم، له عدة شهادات في مجالات شتى من بينها: شهادة في التاريخ الإسلامي والحضارة العربية الإسلامية، شهادة في علوم وتقنيات النشاط البدني والرياضي، وشهادة في الخط العربي وجمالياته.

## أهم أعماله
له العديد من البحوث والدراسات في الرياضة والتاريخ واللغة والأدب وعلوم القرآن والسيرة النبوية، من بينها:
- الموسوعة الميسرة في تاريخ الرياضة عند العرب والمسلمين.
- الموسوعة الكبرى في تاريخ الرياضة عبر العصور.
- الضبط المصحفي على ما يوافق رواية ورش عن نافع.
- الهجرة النبوية وأبعادها.
- من لطائف التفسير ومحاسن التأويل.
- بغية الطلب في تراجم أعلام اللغة والأدب.
- موجز تراجم أعلام الآداب الأجنبية.
- الرضاعة الطبيعية بين القرآن والعلم.
- محمد الغزالي سيرة ومسيرة..
- العناية الإلهية للنبي ﷺ قبل النبوة.
- السياسة الداخلية لسيد البشرية محمد ﷺ.
- السياسة الخارجية لسيد البشرية محمد ﷺ.
- دراسة مقارنة بين التربية الإسلامية والتربية المسيحية.
- الأسس العلمية والفنية للسباحة.
- العوامل المؤثرة على درجة تماسك الفريق الرياضي.
- تطور الكتابة العربية عبر العصور.
- منتهى الطلب من خزانة الأدب.